# Edwige Lawson-Wade

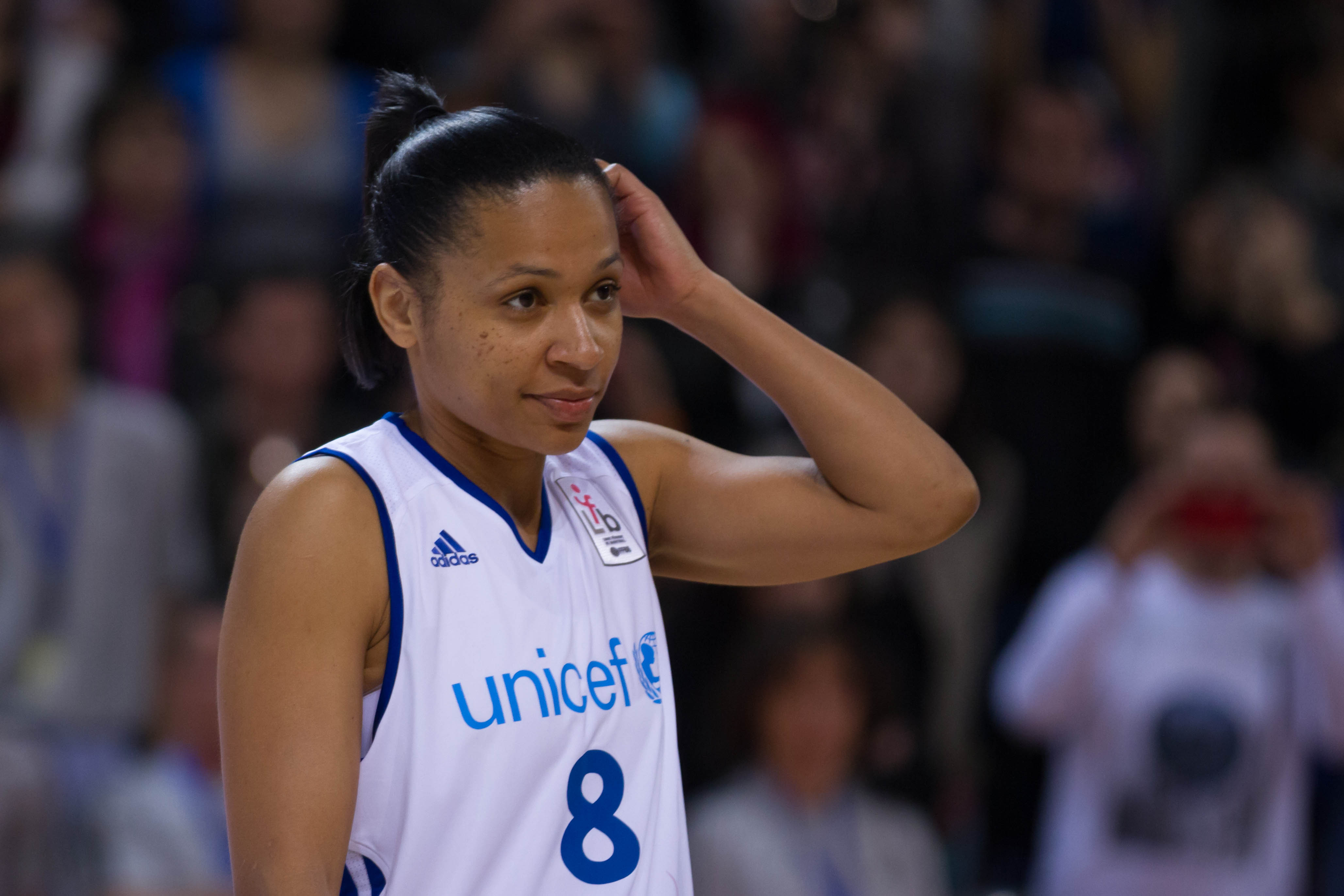
Edwige Lawson-Wade.

Edwige Lawson-Wade, född den 14 maj 1979 i Rennes, Frankrike, är en fransk basketspelare som tog OS-silver i dambasket vid olympiska sommarspelen 2012 i London.

## Karriär
- 1994–1995:  CJM Bourges Basket
- 1995–1997:  Waïti Bordeaux
- 1997–2001:  ASPTT Aix-en-Provence
- 2001–2004:  US Valenciennes Olympic
- 2004–2007:  VBM-SGAU Samara
- 2007–2009:  CSKA Moskva
- 2009–2010:  WBC Spartak Moskva Region
- 2010–2011:  Ros Casares
- 2011–0000:  Basket Lattes MA